# Neotrioza tavaresi
Neotrioza tavaresi är en insektsart som beskrevs av Crawford 1925. Neotrioza tavaresi ingår i släktet Neotrioza och familjen spetsbladloppor. Inga underarter finns listade i Catalogue of Life.